# Eurois implicata
Eurois implicata är en fjärilsart som beskrevs av Lefèbvre 1836. Eurois implicata ingår i släktet Eurois och familjen nattflyn. Inga underarter finns listade i Catalogue of Life.